# 어머님 울지마세요
"어머님 울지마세요"는 한국에서 제작된 이영우 감독의 1972년 멜로/로맨스 영화이다. 황정순 등이 주연으로 출연하였고 심준섭 등이 제작에 참여하였다.

## 출연

### 주연
- 황정순
- 남진